# Дом Бухартовских
Дом Бухартовских — объект культурного наследия (памятник архитектуры), расположен на улице Аксакова, 48 (перекресток ул. Коммунистической и Аксакова) в Уфе.
Главный особняк представляет собой двухэтажный дом, оштукатуренный, с большими окнами. Карниз, подзор, фриз и наличники окон богато украшены деревянной резьбой. Дом первоначально имел срезанный угол, выходивший на перекресток, где был расположен парадный вход. Также известен, как Дом с угловым балконом. Севернее главного особняка расположено второе здание усадьбы, одноэтажное со стороны улицы, с мезонином со двора.

## История
Дом построен в 1890-х гг. (по другим данным — в 1902—1904 годах), принадлежал семейству дворян польского происхождения Бухартовских, из которых наиболее известен Генрих Генрихович Бухартовский — уфимский полицмейстер в 1906—1911 годах, основавший Парк народной трезвости (ныне парк имени И. Якутова). Официально домом владела его супруга Мария Бухартовская — председатель Уфимского общества скорой помощи, член «Дамского благотворительного отдела Уфимского попечительного о бедных комитета».
Парадный вход, находившийся под балконом, вёл в помещения магазинов и аптеки, ныне замурован. Сообщается, что изначально флигель оставался бревенчатым, а основное здание было обшито и покрашено в белый цвет. Первый этаж отдали под комнаты прислуги, на втором жил сам хозяин и его семья. После революции на первом этаже дома устроили парикмахерскую, а на втором поселились чекисты.
Балкон был срезан домоуправлением в 2012 году. В 2017 году дом поставлен на государственную охрану как объект культурного наследия регионального значения.
До 2018 года дом был жилым, в нём квартировали до 17 семей, после расселения пострадал от мародеров. Силами волонтеров в доме неоднократно проводились субботники, осуществлялась консервация дома, однако реставрация так и не была начата. До пожара сохранялась лепнина на высоких потолках, большие двустворчатые межкомнатные двери, печи, а также богатая деревянная резьба на карнизе, подзоре, фризе и наличниках окон.
Вечером 13 марта 2020 года в доме произошел пожар, огонь распространился от левой пристройки на кровлю, с последующим её обрушением. Среди версий причин пожара рассматривался в том числе и поджог.
29 апреля 2021 года вышли итоги проведённого электронного аукциона по 44-ФЗ на выполнение работ по разработке научно-проектной документации (стадия — эскизный проект) по сохранению объекта культурного наследия. Начальная цена контракта составляла 2,86 млн рублей. Победило архитектурно-проектное бюро «Архтамга» с ценой 1,41 млн рублей.
По состоянию на январь 2022 года дом находился в аварийном состоянии, при этом сообщается о разработке проекта реставрации.
6 июня 2022 года дом ушёл с торгов за 5,7 млн рублей. Победителем конкурса стала компания ООО «Сторм», однако победитель уклонился от заключения договора, и был объявлен второй аукцион, также не состоявшийся. В результате третьих торгов дом приобрёл предприниматель из Уфы Константин Куликов за 2 млн рублей.
Сообщается, что в апреле 2023 года на объекте началась реконструкция.